# Karusellminne

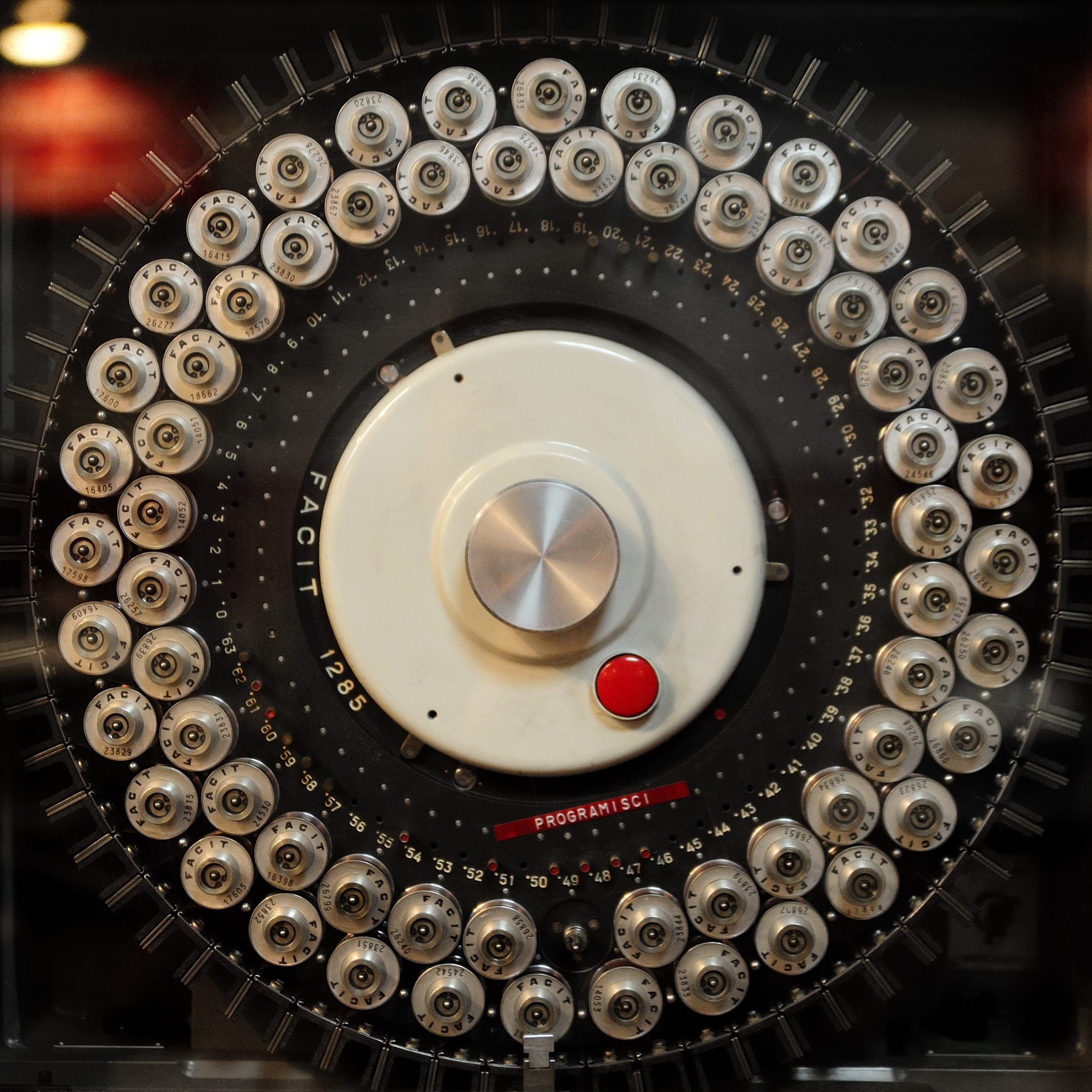
Karusellminnet Facit ECM 64 från Facit (2010)

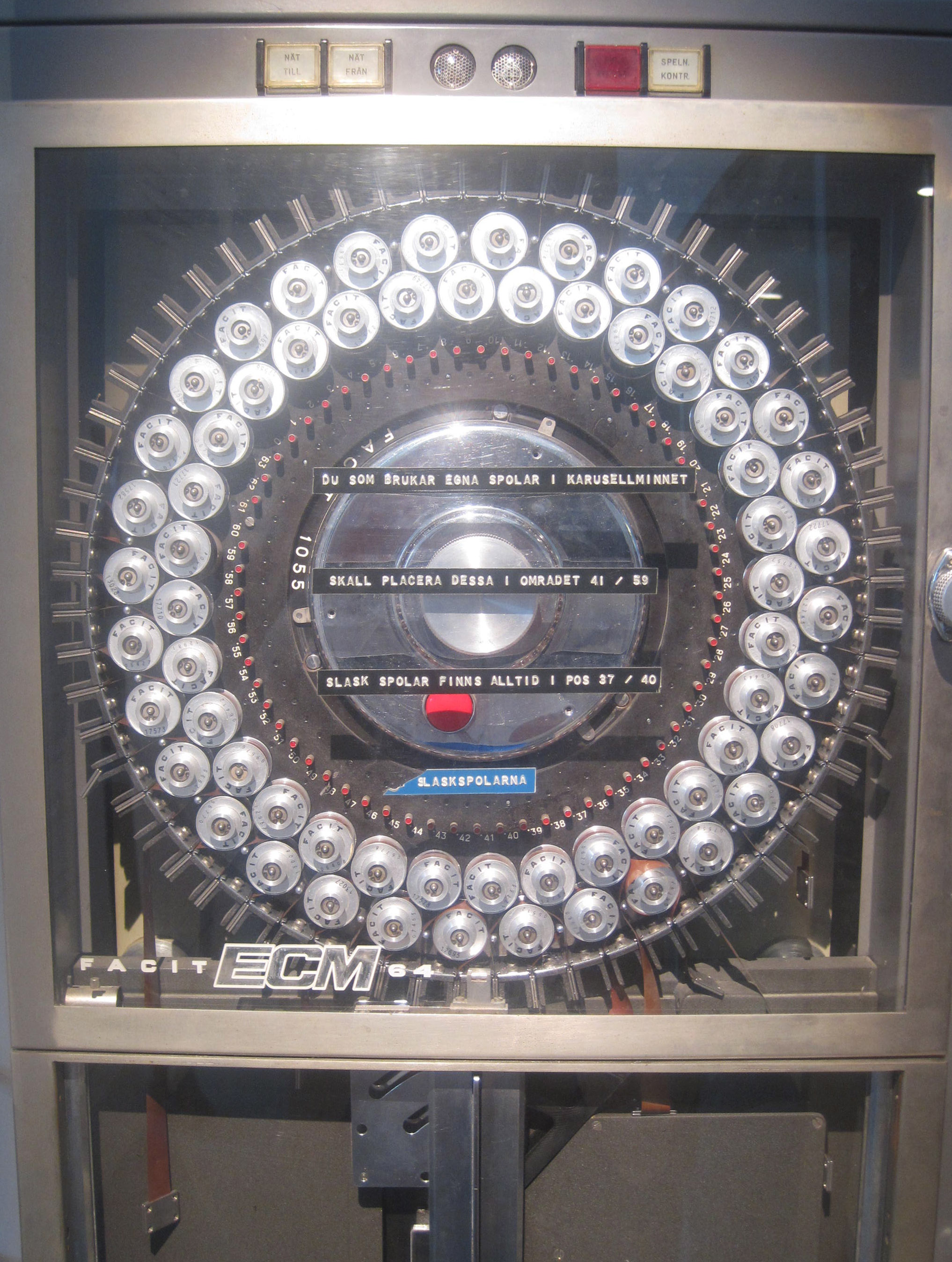
Karusellminnet till SMIL, nu vid "Teknikens och sjöfartens hus" i Malmö (2013)

Karusellminne är en typ av sekundärminne för datorer som skapades av Erik Stemme och Gunnar Stenudd.  Karusellminnet visades för första gången på en utställning i Paris 1958.

## Facit ECM 64
Facit ECM 64 använde istället för ett långt magnetband 64 små rullar med 9 meter magnetband uppdelat i 8 kanaler. För att läsa en specifik rulle roterades karusellen så att den önskade rullen stannade längst ner. En vikt i den fria änden av bandet drog ut denna och ner i en mekanism med ett läs- och skrivhuvud. Efter detta så återspolades denna snabbt. Den genomsnittliga söktiden var 2 sekunder och utrymmet var 2560 kByte stort. Styrsystemet var helt transistoriserat. Både karusellen och de individuella spolarna kunde ersättas.
Karusellminnet ECM 64 användes i Facits EDB 3 dator vars första leverans skedde 1958 till ASEA i Västerås.